# Dinotoperla opposita
Dinotoperla opposita är en bäcksländeart som först beskrevs av Walker 1852.  Dinotoperla opposita ingår i släktet Dinotoperla och familjen Gripopterygidae. Inga underarter finns listade i Catalogue of Life.